# Rudolf Arnheim
Pour les articles homonymes, voir Arnheim (homonymie).
Rudolf Arnheim, né le 15 juillet 1904 à Berlin et mort le 9 juin 2007 à Ann Arbor aux États-Unis, est un théoricien de l'art, en particulier du cinéma.

## Biographie
Né dans une famille juive, Rudolf Arnheim s'intéresse dès son adolescence à la psychanalyse et choisit d'étudier la psychologie à l'Université de Berlin. Il accomplit sa thèse sous la direction de Max Wertheimer sur les expressions du visage humain et obtient son doctorat en 1928. Durant les années 1920, iI débute également comme critique pour le magazine satirique Das Stachelschwein, puis à Die Weltbühne et au Berliner Tageblatt.
Rudolf Arnheim a enseigné au Sarah Lawrence College où il a notamment eu comme étudiant Brian De Palma à qui il donne une interview dans son documentaire sur l'Op Art The Responsive Eye. Jacques Aumont et Michel Marie écrivent dans leur dictionnaire   "Dans tous ses travaux, Arnheim défend une conception gestaltiste des phénomènes perceptifs et psychologiques : si le film peut produire des sensations analogues à celles qui affectent notre vue, il le fait sans le correctif des processus mentaux, parce qu’il a affaire, à l’état brut, à ce qui est matériellement visible, et non pas à la sphère proprement humaine du visuel".